# Breea
Breea là một chi thực vật có hoa trong họ Cúc (Asteraceae).

## Loài
Chi Breea gồm các loài: